# جيف غوست
جيف غوست (بالإنجليزية: Jeff Gossett)‏ هو لاعب كرة قدم أمريكية أمريكي، ولد في 25 يناير 1957 في تشارلستون في الولايات المتحدة.

## وصلات خارجية
- جيف غوست على موقع مرجع كرة القدم المحترفة.كوم (الإنجليزية)